# Laphria barbicrura
Laphria barbicrura är en tvåvingeart som beskrevs av Camillo Rondani 1875. Laphria barbicrura ingår i släktet Laphria och familjen rovflugor. Inga underarter finns listade i Catalogue of Life.